# Нгозі Мону
Нгозі Мону (7 січня 1981) — нігерійська плавчиня.
Учасниця Олімпійських Ігор 2000, 2008 років.